# Euchaetis pungens
Euchaetis pungens är en vinruteväxtart som först beskrevs av Bartl. & Wendl., och fick sitt nu gällande namn av I.J.M. Williams. Euchaetis pungens ingår i släktet Euchaetis och familjen vinruteväxter. Inga underarter finns listade i Catalogue of Life.